# "The Spaghetti Incident?"
"The Spaghetti Incident?" är ett album av hårdrocksgruppen Guns N' Roses från USA. "The Spaghetti Incident?" släpptes den 23 november 1993 och bestod enbart av covers, i huvudsak från diverse punkband.
Skivan innehåller även en olistad cover på Charles Mansons låt "Look at Your Game Girl" som togs med på sångaren Axl Rose envetna begäran och utan skivbolagets vetskap, vilket kunde gjort Charles Manson till en rik man i och med royaltyintäkterna för låten. Detta blev dock inte fallet då domstolen efter en tvist angående om "The Spaghetti incident?" skulle återkallas och Manson-låten tas bort beslutade att låten kunde vara kvar så länge intäkterna gick till konstruktiva ändamål. Charles Manson var dömd till livstids fängelse för att ha beordrat massmord och bandet kritiserades därför hårt för den låten.

## Låtlista
1. "Since I Don't Have You" – 4:19 (The Skyliners)
2. "New Rose" – 2:38 (The Damned)
3. "Down on the Farm" – 3:28 (UK Subs)
4. "Human Being" – 6:48 (New York Dolls)
5. "Raw Power" – 3:11 (The Stooges)
6. "Ain't It Fun" – 5:05 (Dead Boys)
7. "Buick MacKane (Big Dumb Sex)" – 2:39 ("Buick Mackane" T. Rex, "Big Dumb Sex" Soundgarden)
8. "Hair of the Dog" – 3:54 (Nazareth)
9. "Attitude" – 1:27 (Misfits)
10. "Black Leather" – 4:08 (The Professionals)
11. "You Can't Put Your Arms Around a Memory" – 3:35 (Johnny Thunders)
12. "I Don't Care About You" – 2:17 (Fear)
13. "Look at Your Game, Girl" – 2:34 (gömd låt, Charles Manson)